# Кавчин (Свентокшиське воєводство)
Кавчин (пол. Kawczyn) — село в Польщі, у гміні Моравиця Келецького повіту Свентокшиського воєводства.
Населення — 128 осіб (2011).
У 1975-1998 роках село належало до Келецького воєводства.

## Демографія
Демографічна структура на день 31 березня 2011 року:
|          | Загалом | Допрацездатний вік | Працездатний вік | Постпрацездатний вік |
| -------- | ------- | ------------------ | ---------------- | -------------------- |
| Чоловіки | 67      | 16                 | 45               | 6                    |
| Жінки    | 61      | 18                 | 28               | 15                   |
| Разом    | 128     | 34                 | 73               | 21                   |